# Balvan Moeraki
Balvani Moeraki (uradno Moeraki Boulders / Kaihinaki) so nenavadno veliki sferični balvani, ki ležijo vzdolž odseka plaže Koekohe na valoviti obali polotoka Otago na Novi Zelandiji med Moerakijem in Hampdenom. Pojavljajo se razpršeno bodisi kot izolirane bodisi kot skupine balvanov znotraj odseka plaže, kjer so zaščitene v znanstvenem rezervatu. Ti balvani so sivo obarvane septarijske konkrecije, ki so bile izkopane iz muljevca in skalne podlage, ki jih obdaja, ter koncentrirane na plaži zaradi obalne erozije. Zlasti v zadnjih letih so balvani priljubljena turistična atrakcija.

## Opis
Najbolj osupljiv vidik balvanov je njihova nenavadno velika velikost in sferična oblika z izrazito bimodalno porazdelitvijo velikosti. Približno ena tretjina balvanov ima premer od približno 0,5 do 1,0 metra, drugi dve tretjini pa od 1,5 do 2,2 metra. Večina je sferičnih ali skoraj sferičnih, majhen delež pa jih je rahlo podolgovatih vzporedno s slojno ravnino blatnika, ki jih je nekoč oklepal.
Niti sferična do subsferična oblika niti velika velikost Moerakijevih balvanov ni značilna le zanje. Praktično enake sferične skale, imenovane Koutu Boulders, najdemo na plažah, v pečinah in pod površjem v notranjosti obale pristanišča Hokianga, Severni otok, Nova Zelandija, med točkama Koutu in Kauwhare. Tako kot balvani Moeraki so tudi kamni Koutu veliki, v premeru dosegajo 3 metre in so skoraj sferični. Podobne konkrecije v velikosti balvanov, znane kot Katiki Boulders, najdemo tudi na severno obrnjeni obali Shag Pointa, približno 19 kilometrov južno od mesta, kjer so Moeraki Boulders. Te konkrecije se pojavljajo tako kot sferične konkrecije kot topovske krogle in ravne, diskaste ali ovalne konkrecije. Za razliko od balvanov Moeraki nekateri od teh konkrecij vsebujejo kosti mozazavrov in pleziozavrov.

## Sestava
Podrobna analiza drobnozrnate kamnine z uporabo optične mineralogije, rentgenske kristalografije in elektronske mikrosonde je pokazala, da so balvani sestavljeni iz blata, drobnega mulja in gline, cementiranih s kalcitom. Stopnja cementacije se razlikuje od razmeroma šibke v notranjosti balvana do precej trde na njegovem zunanjem robu. Zunanji robovi večjih balvanov so sestavljeni iz kar 10 do 20 % kalcita, ker kalcit ne le trdno cementira mulj in glino, ampak ju je tudi v veliki meri nadomestil.
Kamnina, ki sestavlja glavnino balvana, je prepredena z velikimi razpokami, imenovanimi septarije, ki se širijo navzven iz votlega jedra, obloženega s skalenoedričnimi kristali kalcita. Proces ali procesi, ki so ustvarili septarijo znotraj balvanov Moeraki in v drugih septarijskih konkrecijah, ostajajo nerešena zadeva, za katero je bilo predlaganih več možnih razlag. Te razpoke se širijo in tanjšajo navzven od središča tipičnega balvana in so običajno zapolnjene z zunanjo (zgodnjo fazo) plastjo rjavega kalcita in notranjo (pozno fazo) plastjo rumenega kalcita, ki pogosto, vendar ne vedno, popolnoma zapolni razpoke. Redki Moeraki balvani imajo zelo tanko najbolj notranjo (najnovejšo stopnjo) plast dolomita in kremena, ki prekriva rumeno kalcitno ostrino.
Sestava balvanov Moeraki in septarijev, ki jih vsebujejo, je značilna, pogosto skoraj identična, septarijskim konkrecijam, ki so jih našli v izpostavljenostih sedimentnih kamnin na Novi Zelandiji in drugod. Manjše, a sicer zelo podobne septarijanske konkrecije najdemo znotraj izpostavljenosti sedimentnih kamnin drugod po Novi Zelandiji. Podobne septarijske konkrecije so bile najdene v glini Kimmeridge in Oxford Clay v Angliji ter na mnogih drugih lokacijah po vsem svetu.

## Izvor
Balvani Moeraki so konkrecije, ustvarjene s cementacijo paleocenskega muljevca iz formacije Moeraki, iz katerega jih je izkopala obalna erozija. Glavnina balvanov se je začela oblikovati v takratnem morskem blatu, blizu površine paleocenskega morskega dna. To dokazujejo študije njihove sestave; zlasti vsebnost magnezija in železa ter stabilnih izotopov kisika in ogljika. Njihova sferična oblika kaže, da je bil vir kalcija masna difuzija, v nasprotju s pretokom tekočine. Ocenjuje se, da so večji balvani s premerom 2 metra zrasli od 4 do 5,5 milijona let, medtem ko se je na morskem dnu nad njimi nabralo od 10 do 50 metrov morskega blata. Po nastanku konkrecij so v njih nastale velike razpoke, znane kot septarije. Rjavi kalcit, rumeni kalcit ter majhne količine dolomita in kremena so postopoma zapolnili te razpoke, ko je padec morske gladine omogočil, da je sveža podzemna voda tekla skozi muljevec, ki jih obdaja.

## Dokumentacija in ustno izročilo
Lokalne maorske legende so balvane razložile kot ostanke košar za jegulje, buč Lagenaria siceraria in kūmare (batata), ki jih je na obalo naplavilo razbitina Āraiteuruja, velikega jadralnega kanuja. Ta legenda pripoveduje o skalnatih plitvinah, ki se raztezajo proti morju od Shag Pointa, kot o okamenelem trupu te razbitine in o bližnjem skalnatem rtu kot o truplu kapitana kanuja. Njihovi mrežasti vzorci na balvanih so po tej legendi ostanki ribiških mrež iz kanuja.
Leta 1848 je Walter Mantell skiciral plažo in njene balvane, ki jih je več kot zdaj. Slika je zdaj v knjižnici Alexander Turnbull v Wellingtonu.

## Drugo branje
- Brunsden, D., 1969, Mystery of the Moeraki and Katiki boulders. Geographical Magazine. v. 41, n. 11, pp. 839–843.
- Klug, H., and R. Zakrzewski, R., 1986, Die Moeraki Boulders; Riesenkonkretionen am Strand auf Neuseelands Suedinsel (The Moeraki boulders; giant concretions of the beach of New Zealand's South Island) Schriften des Naturwissenschaftlichen Vereins fuer Schleswig-Holstein. v. 56, pp. 47–52